# Shin Yung-kyoo
Shin Yung-kyoo (신영규; * 30. März 1942; † 18. März 1996) war ein nordkoreanischer Fußballspieler. Mit der Nationalmannschaft der Demokratischen Volksrepublik Korea nahm er 1966 an der Fußball-Weltmeisterschaft 1966 in England teil; hier bestritt Shin Yung-kyoo mit der Rückennummer „3“ alle vier Spiele gegen die Sowjetunion, Chile, Italien (jeweils Gruppenphase) und Portugal (Viertelfinale). 1966 stand er bei der Sportgruppe Moranbong unter Vertrag. Außerdem kam der 174 Zentimeter große Abwehrspieler im Jahr 1965 in einem WM-Qualifikationsspiel gegen Australien zum Einsatz.